# Aurélien Alerini
 (novembre 2018).
Pour les articles homonymes, voir Alerini.
Aurélien Alerini est un scénariste français né le 19 juin 1978.

## Biographie
Petit-fils du peintre Jacques Alerini, Aurélien Alerini, né en Seine-Saint-Denis, passe une première partie de son enfance en Mayenne, puis vient s’installer dans les Bouches-du-Rhône.
Après un bac scientifique, il fait des études de philosophie, puis se consacre à l’écriture.
Il intègre le Gottferdom Studio en 2006, à Aix-en-Provence aux côtés de Christophe Arleston et Dominique Latil, et y reste plus de deux ans, au cours desquels il produits quelques nouvelles et récits complets en bande dessinée, notamment l’histoire courte Sweet Home Chicago, dessinée par Paul Salomone.

## Œuvres

### Scénario
- 2012 : Worcruft Apocalysme Saison 2,  Web-Série comique
- 2010 : Worcruft Apocalysme Saison 1,  Web-Série comique
- 2009 : Guillemot le Preux, BD dessinée par Steven Lejeune, mise en couleur Sébastien Lamirand dans Lanfeust Mag, juillet-août 2009 (no 122)
- 2008 : Blues Night City, Court Métrage de Guillaume Kerhervé, adapté de la BD Sweet Home Chicago
- 2007 : Sweet Home Chicago, BD dessinée par Paul Salomone, mise en couleur Cyril Vincent dans Lanfeust Mag, novembre 2007 (no 103) et dans Black Mamba la même année

### Nouvelles
- À la dérive, illustration de Afif Khaled, dans Lanfeust Mag, juillet-août 2008 (no 112)
- Une cargaison pour Zeta, illustration de Christophe Alliel, mise en couleur Sébastien Lamirand dans Lanfeust Mag, juillet-août 2007 (no 100)

### Jeux
- Valérian, le jeu de rôle adapté de la bande dessinée, chez Les Éditions du Troisième Œil (LETO), juin 2023[1]
- Les dernières heures de Castel Or-Azur, illustration de David Pellet, dans Lanfeust Mag, juillet-août 2007 (no 100)
- Baston Troll, illustration de Philippe Fenech, dans Lanfeust Mag, juillet-août 2007 (no 100)

### Philo
- Le Temps de l’Eternel Retour, sous la direction d’Alain Michel[2], Secteur Lettres & Sciences Humaines Aix-Marseille I, septembre 2003